# Distretto di Kehys-Kainuu
Il distretto di Kehys-Kainuu è un distretto della Finlandia. Si trova nella ex provincia di Oulu e fa parte della regione del Kainuu. Conta quattro comuni e il numero di classificazione LAU 1 (NUTS 4) è 181.
Al 31 maggio 2011 la popolazione del distretto era di 24 278 abitanti e l'area di 15.435,04 km², con quindi una densità di 1,57 ab./km².

## Entità
- Hyrynsalmi (comune)
- Kuhmo (città)
- Puolanka (comune)
- Suomussalmi (comune)